# جرج هدلی
جرج هدلی (به انگلیسی: George Hedley) بازیکن فوتبال زادهٔ ۲۰ ژوئیه ۱۸۷۶ اهل انگلستان بود که سابقهٔ بازی در تیم ملی فوتبال انگلستان را در کارنامهٔ خود دارد. وی در تاریخ ۹ مارس ۱۹۰۱ تنها بازی ملی خود را در مقابل تیم ملی فوتبال ایرلند انجام داد.